# Free State Project

Logo von Free State Project

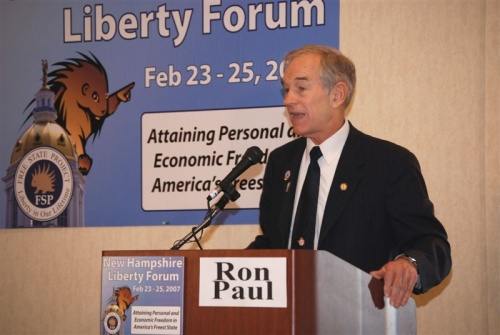
Ron Paul spricht auf einer FSP-Veranstaltung.

Das Free State Project (FSP) (dt. etwa: „Projekt für einen freien Staat“) ist eine US-amerikanische libertäre Initiative, deren Ziel es ist, 20.000 „freiheitsorientierte“ Menschen zusammenzubringen, um gemeinsam in den Bundesstaat New Hampshire überzusiedeln und dort ein Maximum an politischer, wirtschaftlicher und persönlicher Freiheit zu verwirklichen.

## Geschichte
Das Free State Project wurde offiziell am 1. September 2001 gegründet.  Einer der Initiatoren war der damalige Yale-Student und heutige Assistenzprofessor der Universität Buffalo, Jason Sorens.
Eine Reihe von Mitgliedern des Free State Project wurde in New Hampshire in öffentliche Ämter auf lokaler und Landesebene als Vertreter beider großer US-Parteien – Republikaner und Demokraten – gewählt. Bei der Wahl zum Repräsentantenhaus von New Hampshire im Jahr 2010 zogen mindestens 12 „Free Staters“ in das Parlament ein, hauptsächlich als Vertreter der Republikanischen Partei. Ungefähr dieselbe Zahl an Sitzen konnten Mitglieder des Free State Project bei der folgenden Wahl 2012 erringen bzw. halten, obwohl die Republikaner eine empfindliche Wahlniederlage erlitten und ihre Mehrheit an die Demokraten verloren.
Im Dezember 2012 bezeichnete Cynthia Chase, Abgeordnete der Demokraten im Repräsentantenhaus von New Hampshire, die Aktivisten des Free State Project als „die größte Bedrohung, der sich der Staat heute gegenüber sieht“, bedauerte, dass man die Einwanderung von Libertären nach New Hampshire nicht verbieten könne und schlug vor, stattdessen „die Freiheitsrechte einzuschränken, die sie hier zu finden glauben“. Diese Äußerungen entfachten eine landesweite Kontroverse.

## Mitgliederschaft
Die Mitgliederschaft der Free State Projekt besteht aus Teilnehmern (participants), Freunden außerhalb New Hampshires (friends) und Freunden innerhalb New Hampshires (in-state friends). Teilnehmer sind Mitglieder, die sich verpflichtet haben, innerhalb eines bestimmten Zeitfensters nach New Hampshire überzusiedeln, sobald eine Teilnehmerzahl von 20.000 erreicht ist, wobei bereits mehr als eintausend Teilnehmer vorzeitig nach New Hampshire gezogen sind (early movers). Freunde außerhalb New Hampshires sind Mitglieder, die das Ansinnen des Free State Project unterstützen, ohne jedoch die Absicht zu haben, selbst nach New Hampshire zu ziehen. Freunde innerhalb des Staates New Hampshire sind Einheimische, die sich nicht verpflichten können, nach New Hampshire überzusiedeln, da sie dort bereits wohnen.
Am 3. Januar 2016 hat das Free State Project die geplante Teilnehmermenge von 20.000 erreicht, ca. 7.200 Freunde außerhalb New Hampshires und ca. 2.600 Freunde innerhalb New Hampshires. Von den Teilnehmern waren ca. 1.900 bereits vorzeitig nach New Hampshire gezogen.

## Fürsprecher
Das Free State Project hat eine Reihe prominenter Fürsprecher aus unterschiedlichen Bereichen des gesellschaftlichen Lebens der USA, darunter der frühere Kongressabgeordnete und Präsidentschaftskandidat Ron Paul, der ehemalige Gouverneur von New Mexico und vormalige Präsidentschaftskandidat Gary E. Johnson, der Moderator und ehemalige Richter Andrew Napolitano, der Entertainer Penn Jillette, Comedian Doug Stanhope, der Fernsehmoderator John Stossel, der Hollywood-Produzent Aaron Russo,  Open-Source-Aktivist Eric S. Raymond, sowie die Ökonomen Lew Rockwell und Peter Schiff.

## Sonstiges
Das Motto des Free State Project lautet ist „Liberty in Our Lifetime“ (dt.: „Freiheit zu unserer Lebenszeit“). Das FSP-Symbol ist ein wehrhaftes Stachelschwein.